# RD-191
L'RD-191 (in russo РД-191, Ракетный Двигатель-191?, RD-191, Raketnyj Dvigatel'-191, motore a razzo-191) è il capostipite di una famiglia di motori a razzo a propellenti liquidi con ciclo a combustione stadiata derivato dal motore RD-170. Sviluppato e costruito in Russia da NPO Energomaš, fu inizialmente progettato per equipaggiare i lanciatori Angara e Bajkal, ma trovò anche impiego (nella versione RD-181) sul lanciatore Antares. 

## Storia del progetto
A partire dalla fine del 1998 fu deciso di sviluppare un motore per la famiglia di lanciatori Angara. Il progetto, che prevedeva l'impiego di una singola camera di combustione derivata dal cluster di quattro dell'RD-170. Nel 2000 fu avviata la progettazione e la costruzione dei prototipi. Nel maggio del 2001 il primo esemplare fu completato e nel luglio successivo fu provato al banco.
Il 5 settembre del 2008, NPO Energomaš dichiarò chiusa la fase sviluppo con il contestuale avvio della produzione in serie. Il primo prototipo del primo stadio (URM-1) dell'Angara 1.2pp fu completato nel 2009. L'RD-191 volò per la prima volta il 9 luglio del 2014.
Il 1º agosto 2011, NPO Energomaš annunciò che era allo studio una versione derivata (la RD-193) per un eventuale impiego futuro sul lanciatore Sojuz. Durante il 2012 iniziarono le prove al banco su un prototipo che si conclusero nel 2013. L'RD-193 fornì la base per la versione RD-181 destinato al mercato estero.
Il 17 dicembre del 2014, la Orbital Sciences annunciò la decisione di impiegare una coppia di RD-181 al posto degli inaffidabili AJ26 per rimotorizzare il primo stadio dei suoi lanciatori Antares. NPO Energomaš aveva infatti già iniziato nel 2014 la progettazione di una versione per il mercato statunitense. All'inizio del 2015 il primo prototipo di RD-181 fu provato al banco e il 7 maggio del 2015 furono completate le prove di certificazione per l'uso sul lanciatore Antares. Le prime unità di produzione furono pronte per la spedizione il giugno successivo, chiudendo così in soli sei mesi il ciclo di sviluppo del motore.
Il 17 ottobre 2016 la prima coppia di RD-181 volò con successo con l'Antares 230.

## Tecnica
Il motore è alimentato da ossigeno liquido e cherosene (RP-1). Il ciclo a combustione stadiata prevede un generatore di gas in cui una minima parte del combustibile viene fatta reagire in eccesso di ossidante. I gas di scarico (ricchi di ossigeno) alimentano la turbina della turbopompa e sono poi immessi nella camera di combustione principale dove bruciano con il resto del combustibile e sono poi espulsi nell'ugello di scarico creando la spinta. L'accensione è innescata dall'immissione in camera di combustione di una miscela ipergolica che si incendia spontaneamente a contatto con l'ossigeno liquido. La spinta del motore può essere regolata tra il 30 ed il 105 % di quella nominale. Una sospensione cardanica permette il controllo di beccheggio ed imbardata del vettore grazie al cuscinetto sferico che consente rotazioni dell'asse di spinta del motore fino a 8 gradi. 
Uno scambiatore di calore a valle della turbina della turbopompa riscalda l'elio necessario alla pressurizzazione dei serbatoi del propellente e all'attuazione delle valvole di controllo del motore.

## Versioni

### RD-151
Una versione con una spinta ridotta di 170 tonnellate, denominata RD-151, fu provata al banco il 30 luglio 2009. Il primo volo fu effettuato il 25 agosto 2009 sul lanciatore sudcoreano Naro-1.

### RD-181
L'RD-181 è la versione dell'RD-191 sviluppata per il lanciatore Antares. Il primo stadio della versione 2 dell'Antares impiega una coppia di RD-181 che forniscono 440 kN di spinta in più rispetto alla coppia di AJ-26 usati nella prima generazione del lanciatore, a tutto vantaggio del carico utile. La Orbital Science ha sottoscritto un contratto con NPO Energomaš per la fornitura di 60 motori.

### RD-193
Nell'aprile del 2013, fu annunciato che un'ulteriore versione derivata (l'RD-193) aveva completato le prove al banco. Questo motore, più corto di 0,76 metri e più leggero di circa 300 kg, è stato progettato per l'impiego sul lanciatore Sojuz-2.1v una volta esaurito lo stock di motori NK-33 ancora disponibili.